# Daniel Jensen
Daniel Monberg Jensen (Kopenhagen, 25 juni 1979) is een Deens voormalig betaald voetballer die bij voorkeur op het middenveld speelde. In februari 2002 debuteerde hij in het Deens voetbalelftal, waarvoor hij daarna 52 interlands speelde.
Jensen is de jongere broer van voormalig voetballer en international Niclas Jensen, die in Nederland uitkwam voor PSV Eindhoven en SC Heerenveen.

## Clubcarrière
Jensen debuteerde in het seizoen 1998/1999 in het betaald voetbal namens het Nederlandse sc Heerenveen. Dat haalde hem weg uit de jeugdopleiding van Boldklubben 1893. Hij bleef vijf seizoenen bij Heerenveen, waarin hij 122 competitiewedstrijden speelde en daarin zestien keer scoorde. Daarna verhuisde Jensen naar Real Murcia om daarmee in de Primera División uit te komen. Daarin werd hij dat seizoen laatste met de club. Daarop verkaste Jensen naar Werder Bremen. Daarmee won hij in 2006 de Ligapokal en in 2009 de DFB-Pokal. Nadat in 2011 zijn contract afliep, zat Jensen een half jaar zonder club. In januari 2012 tekende hij tot het einde van het seizoen 2011/12 bij Novara Calcio. Hij keerde terug naar Denemarken bij FC Kopenhagen en speelde vervolgens voor SønderjyskE. Hij beëindigde zijn loopbaan in 2016 bij Lyngby BK.

## Interlandcarrière
Jensen kwam in totaal 52 keer (drie doelpunten) uit voor de nationale ploeg van Denemarken in de periode 2002–2010. Onder leiding van bondscoach Morten Olsen maakte hij zijn debuut op woensdag 13 februari 2002 in de vriendschappelijke uitwedstrijd tegen Saoedi-Arabië, net als Peter Løvenkrands (Glasgow Rangers) en Kasper Bøgelund (PSV). Denemarken won dat duel met 1-0 door een treffer van aanvaller Ebbe Sand. Met de Denen speelde Jensen vervolgens op onder meer het EK 2004 en het WK 2010. Hij maakte zijn eerste en laatste speelminuten op het WK 2010 in de tweede groepswedstrijd tegen Kameroen (1-2 winst). Daarin begon hij aan de tweede helft in plaats van Martin Jørgensen.

## Cluboverzicht
| Seizoen  | Club             | Competitie            | Wedstrijden | Doelpunten |
| -------- | ---------------- | --------------------- | ----------- | ---------- |
| 1996-'97 | Boldklubben 1893 | Deense Eerste Divisie | 19          | 3          |
| 1997-'98 | Boldklubben 1893 | Deense Eerste Divisie | 25          | 6          |
| 1998-'99 | sc Heerenveen    | Eredivisie            | 1           | 0          |
| 1999-'00 | sc Heerenveen    | Eredivisie            | 29          | 4          |
| 2000-'01 | sc Heerenveen    | Eredivisie            | 29          | 3          |
| 2001-'02 | sc Heerenveen    | Eredivisie            | 31          | 5          |
| 2002-'03 | sc Heerenveen    | Eredivisie            | 32          | 4          |
| 2003-'04 | Real Murcia      | Primera División      | 28          | 0          |
| 2004-'05 | Werder Bremen    | Bundesliga            | 21          | 0          |
| 2005-'06 | Werder Bremen    | Bundesliga            | 27          | 1          |
| 2006-'07 | Werder Bremen    | Bundesliga            | 23          | 4          |
| 2007-'08 | Werder Bremen    | Bundesliga            | 27          | 2          |
| 2008-'09 | Werder Bremen    | Bundesliga            | 11          | 0          |
| 2009-'10 | Werder Bremen    | Bundesliga            | 13          | 0          |
| 2010-'11 | Werder Bremen    | Bundesliga            | 11          | 0          |
| 2011-'12 | Novara Calcio    | Serie A               | 6           | 0          |
| 2012-'13 | FC Kopenhagen    | Superligaen           | 10          | 0          |
| 2013-'14 | SønderjyskE      | Superligaen           | 23          | 3          |

## Erelijst
FC Kopenhagen
- Deens landskampioen

2013